# Abrar Alvi
Pour les articles homonymes, voir Alvi.
Abrar Alvi (en hindi : अबरार अलवी ; en ourdou : ابرار علوی), né en juillet 1927 et mort à Mumbai le 18 novembre 2009 , est un scénariste, réalisateur et acteur indien qui a fait partie de l'équipe Guru Dutt.
Ses œuvres les plus notables datent des années 1950 et 1960 et ont été produites en collaboration avec le réalisateur Guru Dutt dont Sahib Bibi Aur Ghulam, Kaagaz Ke Phool et Pyaasa (Assoiffé ) qui figurent parmi les films les plus réputés du cinéma indien et qui ont également reçu un accueil enthousiaste dans la critique internationale. Ainsi le film Pyaasa figure dans le classement All-Time 100 Movies (en) du magazine Time, sélectionné par les critiques de cinéma Richard Corliss et Richard Schickel.

## Distinctions
- 1963 : Filmfare Award du meilleur réalisateur pour Sahib Bibi Aur Ghulam